# World of Warcraft: Legion
World of Warcraft: Legion es la sexta expansión del Juego World of Warcraft. Blizzard Entertainment anunció la expansión en la Gamescom 2015 el 6 de agosto de 2015.  La expansión fue lanzada el 30 de agosto de 2016. El 6 de noviembre de 2015, en la BlizzCon se mostró un tráiler donde Varian Wrynn y Sylvanas Brisaveloz llegaban al nuevo continente,  las Islas Abruptas, en las naves de su respectiva facción y donde eran atacados por la Legión Ardiente.

## Argumento
Procedente de Argus, se desata sobre Azeroth una invasión a gran escala de la Legión Ardiente, que atacan distintas regiones de los Reinos del Este y Kalimdor. Buscando detenerles en el origen, un destacamento de la Alianza y la Horda, dirigidos por los líderes de las facciones, Varian Wrynn y Vol'jin, se dirige hacia las Islas Abruptas, donde se encuentra la Tumba de Sargeras y la base de la Legión. Allí les está esperando Gul'dan y un ejército de millones de demonios. A pesar de luchar con fiereza, los demonios se regeneran rápidamente tras morir, y pronto superan a la expedición. Sylvanas se ve obligada a evacuar a la Horda tras ser herido mortalmente Vol'jin, lo que desde la Alianza, que no han visto el motivo, ven como una traición. La Alianza entonces también decide retroceder, pero para poder escapar, Varian Wrynn se sacrifica y se queda atrás, siendo asesinado por Gul'dan.
Anduin Wrynn será entonces proclamado definitivamente como rey de Ventormenta y líder de la Alianza, y por su parte Vol'jin designa como nueva jefa de guerra a Sylvanas Brisaveloz. Por otro lado, Khadgar descubre que la única forma de detener a la Legión y proteger a Azeroth de la invasión es encontrar cinco artefactos conocidos como los Pilares del Mundo, que se encuentran precisamente en las Islas Abruptas. De esta forma, teletransportan la ciudad flotante de Dalaran hasta las Islas Quebradas, donde la Alianza y la Horda deberán enfrentarse a la Legión y recuperar los Pilares del Mundo intentando superar las nuevas rencillas surgidas entre las dos facciones.

## Características
- Nueva clase héroe: Cazador de Demonios.
- Nivel máximo aumentado hasta 110 (anteriormente 100).
- Nuevo continente: Islas Abruptas.
- Nuevo tipo de armas llamado Armas artefacto.
- Nuevo sistema de honor (jugador contra jugador).
- Nuevas Salas de Orden de Clase, es decir, zonas donde se reúnen jugadores que comparten la misma clase.
- 13 nuevas mazmorras y 5 nuevas bandas.

## Nuevas Mazmorras y Bandas
Mazmorras:
- Asalto al Bastión Violeta.[7]
- Cámara de las Celadoras.[8]
- Corte de las Estrellas.[9]
- La Arquería.[10]
- Fauce de Almas.[11]
- Torreón Grajo Negro.[12]
- Guarida de Neltharion.[13]
- Arboleda Corazón Oscuro.[14]
- Ojo de Azshara.[15]
- Regreso a Karazhan.[16]
- Cámaras del Valor.[17]
- Catedral de La Noche Eterna.[18]
- Trono del Triunvirato.[19]

Bandas:
- Pesadilla Esmeralda.
- Prueba del Valor.
- Bastión Nocturno.
- Tumba de Sargeras.
- Antorus, el Trono Ardiente.